# 8331 Dawkins
A 8331 Dawkins (ideiglenes jelöléssel 1982 KK1) a Naprendszer kisbolygóövében található aszteroida. Carolyn Shoemaker és Schelte J. Bus fedezte fel 1982. május 27-én.